# 承久の乱
承久の乱（じょうきゅうのらん）は、1221年（承久3年）に、後鳥羽上皇が鎌倉幕府の執権である北条義時に対して起こした、貴族政権を率いる後鳥羽上皇と鎌倉幕府の対立抗争。鎌倉幕府が勝利を飾り、鎌倉時代初期の幕府と貴族政権や治天の間に存在した緊張・融和などの諸関係がもたらす政治史の一つの帰結であったとされる。争いの呼称は承久の変、または承久合戦ともいう。
日本史上初の朝廷と武家政権の間で起きた武力による争いである。鎌倉幕府の初代将軍源頼朝から3代将軍実朝までの3人は清和天皇の血を引く源氏将軍であり、朝廷にとって身内ともいえ、この間は武力行使には至らなかった。しかし、2代将軍頼家に続き3代将軍実朝も暗殺されて鎌倉から源氏将軍が途絶えると、鎌倉幕府は朝廷から形だけの4代将軍を迎え入れ、実際は将軍の補佐役である執権の北条義時が幕府の実権を握るようになった。これにより後鳥羽上皇との関係は悪化していき、2年後、上皇は義時追討の院宣を発布し挙兵したが幕府軍に敗北し隠岐に配流された。以後、鎌倉幕府は、朝廷の権力を制限し、京都に朝廷を監視する六波羅探題を置き、皇位継承等にも影響力を持つようになった。
なお、承久の乱の150年程前の11世紀後半、鎌倉に源氏の守り神の神社として創建され、それ以来、鎌倉武士の守護神となった鶴岡八幡宮には摂末社の今宮があり、承久の乱で敗者となった後鳥羽上皇、順徳上皇、土御門上皇の3人が祀られている。

## 前史
平安時代末期の保元の乱や平治の乱といった朝廷の内部抗争などに端を発する貴族階級の衰退と武士階級の飛躍的な台頭の後、1185年に初めての武家政権となる鎌倉幕府が成立したが、東日本を勢力下においた鎌倉幕府と、西日本の支配を保った朝廷による2頭政治となり、朝廷では新興の武家政権への反感が募っていったが、源氏将軍が鎌倉幕府を率いている間は挙兵とはならなかった。しかし、鎌倉幕府の初代将軍の源頼朝が病死し、2代将軍の頼家と3代将軍の実朝が次々と暗殺されて源氏将軍が断絶。実朝が暗殺された1219年以降は北条氏が執権職にもかかわらず鎌倉幕府を実質的に手中に収めるに至り、朝廷は武家政権打倒と日本全土の統治回復を目指すこととなり、その2年後に承久の乱が勃発した。

## 背景
治承・寿永の乱の過程で、鎌倉を本拠に源頼朝を武家の棟梁として東国武士を中心に樹立された鎌倉幕府では、東国を中心として諸国に守護、地頭を設置して警察権を掌握していた。一方で西国への支配は充分ではなく、依然として朝廷の力は強く、幕府と朝廷の二元政治の状態にあった。
後鳥羽上皇は多芸多才で『新古今和歌集』を自ら撰するなど学芸に優れるだけでなく、武芸にも通じ狩猟を好む異色の天皇であった。それまでの北面武士に加えて西面武士を設置し、軍事力の強化を図った。後鳥羽上皇の財源は長講堂領、八条院領などの諸国に置かれた膨大な荘園群にあった。ところが、これらの荘園の多くに幕府の地頭が置かれるようになると、しばしば年貢の未納などが起こり、荘園領主である後鳥羽上皇やその近臣と紛争を起こすようになった。
承久元年（1219年）1月、幕府将軍の源実朝が甥の公暁に暗殺された。実朝の急死により、鎌倉殿の政務は実朝の母である北条政子が代行し、執権である弟の北条義時がこれを補佐することとなった。また、新たな京都守護として義時の妻の兄の伊賀光季と、幕府の宿老大江広元の嫡男かつ義時の娘婿で源通親の猶子として朝廷と深いつながりのあった大江親広を派遣した。
幕府は新しい鎌倉殿として、後鳥羽上皇の皇子である雅成親王（六条宮）か頼仁親王（冷泉宮）を迎えたいと後鳥羽上皇に申し出る。これに対し、後鳥羽上皇は近臣藤原忠綱を鎌倉に送り、愛妾亀菊の所領である摂津国長江荘、椋橋荘の地頭職の撤廃と院に近い御家人仁科盛遠（西面武士）への処分の撤回を条件として提示した。義時はこれを幕府の根幹を揺るがすとして拒否する。義時は弟の北条時房に1000騎を与えて上洛させ、武力による恫喝を背景に交渉を試みるが、朝廷の態度は強硬で不調に終わる。ただし後鳥羽上皇は、皇子でさえなければ摂関家の子弟であろうと鎌倉殿として下して構わないと渋々ながらも妥協案を示した。このため義時は皇族将軍を諦め、摂関家から将軍を迎えることとし、同年6月に九条道家の子・三寅（後の九条頼経）を鎌倉殿として迎え、執権が中心となって政務を執る執権体制となる。将軍継嗣問題は後鳥羽上皇にも、義時にもしこりが残った。ここで、将軍継嗣問題について語る上で問題とされているのは、実朝が生前から既に自己の後継者として皇族将軍の迎え入れを検討していたとする説である。上横手雅敬が唱えたもので、建保4年（1216年）の9月に実朝が大江広元に語ったとされる「源氏の正統この時に縮まり、子孫はこれを継ぐべからず。しかればあくまで官職を帯し、家名を挙げんと欲す」（『吾妻鏡』）を、然るべき家柄（皇室）から後継を求め、それ（皇族将軍の父）に相応しい官位を求めたとし、後鳥羽上皇もこれを承諾したために実朝を昇進させたという説である。また『愚管抄』によれば建保6年（1218年）2月に政子が病がちな実朝の平癒を願って熊野を参詣した際に、京で後鳥羽上皇の乳母の卿二位（藤原兼子）と対面したが、その際に実朝の後継として後鳥羽上皇の皇子を東下させることを政子と卿二位が相談し、卿二位は養育していた頼仁親王を推して、2人の間で約束が交わされたという。
同年7月、大内守護の源頼茂（源頼政の孫）が後鳥羽上皇の命によって在京武士に攻められ、内裏の仁寿殿に籠って自害するという事件が起きた。理由は『吾妻鏡』では頼茂が後鳥羽上皇の意に背いたためとし、『愚管抄』『保暦間記』などによると頼茂が将軍職に就くことを企てたため、在京武士たちがそれを後鳥羽に訴え、後鳥羽は頼茂を召喚したが応じなかったため追討の院宣が発せられたとされている。幕府の問題のために後鳥羽上皇が朝廷の兵力を動かすのは不自然で、頼茂が後鳥羽上皇による鎌倉調伏の加持祈祷を行っていた動きを知ったためとする説もあり、そのためか事件の直後に後鳥羽上皇が祈願に使っていた最勝四天王院が取り壊されている。また『愚管抄』には頼茂と藤原忠綱の間に怪しい共謀があったとし、忠綱は実朝暗殺後に九条基家を次期将軍にしようと画策したため、頼茂誅殺の翌8月に後鳥羽上皇によって解官・所領没収されており、その赦免を願っていたのが卿二位だったと記されている。そのことから、卿二位の推す頼仁親王の将軍就任が後鳥羽上皇によって拒絶され、卿二位の政敵西園寺公経の外孫三寅が有力な将軍候補となったため、卿二位が何らかの妨害を企み発覚したのが頼茂謀反の真相で、後鳥羽上皇は在京武士の訴えで頼茂捕縛を試みたが召喚に応じず討伐に至ったとして、承久の乱に至る公武対立の図式ではなく後鳥羽院政下における権力闘争の一コマとして位置付ける説もある。
頼茂が自害する際に火を放ったことで大内裏が焼失するという事件が発生し、大内裏焼失をうけて後鳥羽上皇は幕府を含む各方面に再建のための賦課を求めた。しかし公家・寺社・武士のいずれも非協力的であり、後鳥羽上皇は幕府に対する不満を募らせた。朝廷と幕府の緊張は次第に高まり、承久2年（1220年）に焼失した宮城の造営を行うなかで後鳥羽上皇は挙兵の態度を固めたとされるが、土御門上皇はこれに反対し、摂政近衛家実やその父基通をはじめ多くの公卿たちも反対または消極的であった。順徳天皇は討幕に積極的で、承久3年（1221年）4月20日に彗星の出現を理由に懐成親王（仲恭天皇）に譲位し、自由な立場になって協力する。また、近衛家実が退けられて、新帝外戚の九条道家が摂政となった。さらに、寺社に密かに命じて義時調伏の加持祈祷が行われた。討幕の流説が流れ、朝廷と幕府の対決は不可避の情勢となった。

## 上皇挙兵

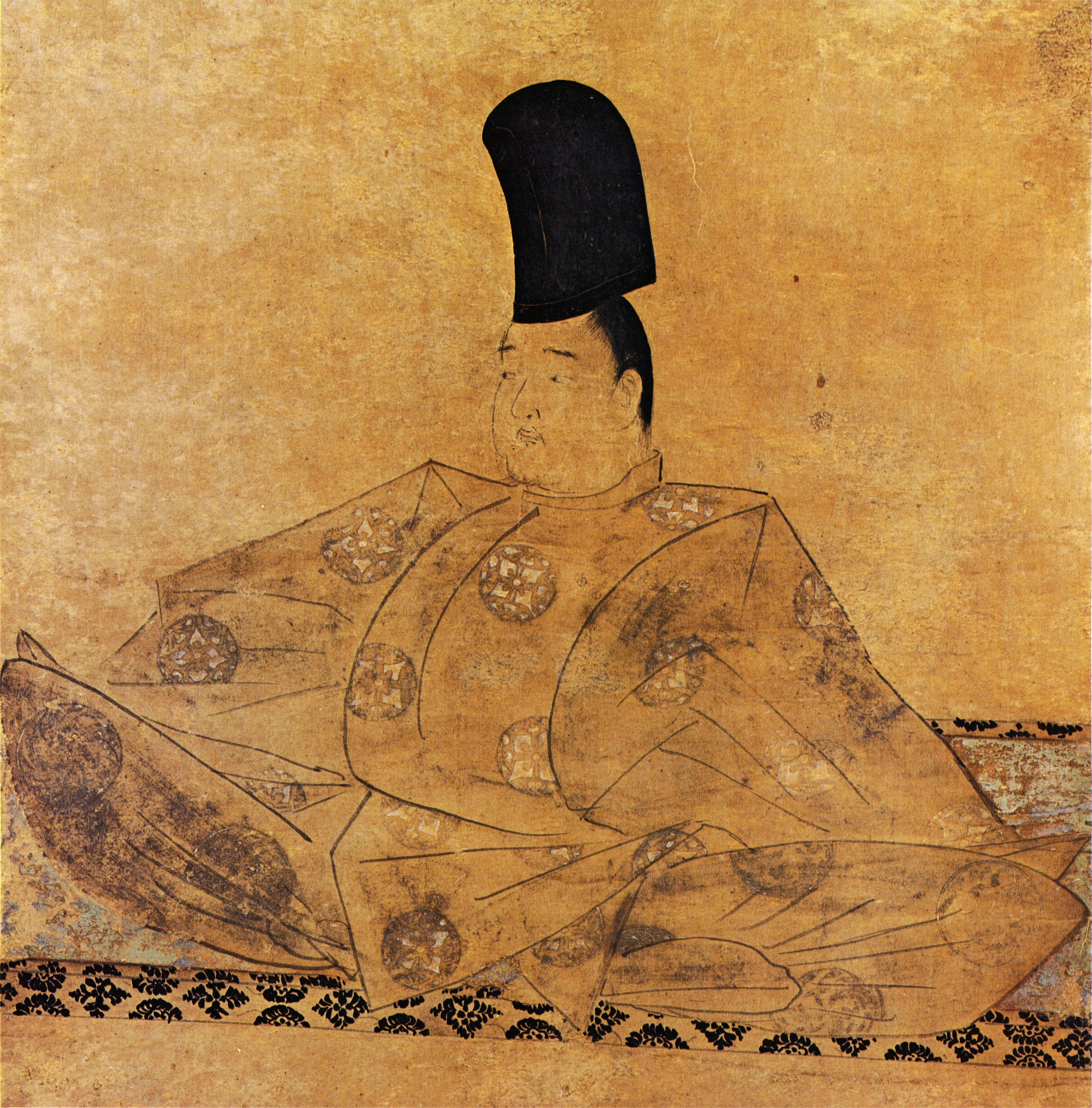
後鳥羽上皇

承久3年（1221年）4月下旬、後鳥羽上皇は城南寺の仏事守護を口実に諸国の兵を集め、28日には北面・西面武士や近国の武士、大番役の在京の武士1000余騎が後鳥羽の院御所である高陽院に集まった。その中には有力御家人の尾張守護小野盛綱、近江守護佐々木広綱、検非違使判官三浦胤義も含まれていた。5月14日、幕府の出先機関である京都守護の大江親広（大江広元の子）は京方に加わり、同じく京都守護の伊賀光季は招聘を拒んだ。同時に親幕派の大納言西園寺公経・実氏父子は幽閉された。翌15日に京方の胤義や藤原秀康、近畿やその近国6か国守護大内惟信ら800余騎が光季邸を襲撃、光季はわずかな兵で奮戦して討死したが、下人を落ち延びさせ変事を鎌倉に知らせた。
同日に後鳥羽上皇は「五畿七道」の御家人、守護、地頭ら不特定の人々を対象に義時追討の官宣旨を発した。また三浦氏、小山氏、武田氏などの有力御家人に対して、義時追討の院宣も発している。同時に備えとして、近国の関所を固めさせた。京方の士気は上がり、「朝敵となった以上は、義時に参じる者は千人もいないだろう」と楽観的だった。これに対して東国武士の庄家定は「義時方の武士は万を下るまい。自分も関東にあったなら義時に味方していた」と楽観論を戒め、後鳥羽上皇の不興を買った。
京方は院宣の効果を絶対視しており、諸国の武士は味方すると確信していた。前述の通り、後鳥羽上皇は三浦義村をはじめ幕府の有力御家人には格別の院宣を添えて使者を鎌倉に送った。特に三浦義村については弟の胤義が「（実朝の後継の）日本総追捕使に任じられるなら味方する」と約束しており、期待されていた。
鎌倉へは、伊賀光季の下人と西園寺公経の家司三善長衡から上皇挙兵の報が19日に届けられ、大江親広の寝返り、西園寺父子の幽閉、光季の討死が伝えられた。京方の使者である押松はその少し後に到着し、警戒していた幕府方に捕らえられた。胤義からの密書を受けた義村は使者を追い返し、密書を幕府に届けた。
上皇挙兵の報に鎌倉の武士は動揺したが、北条政子は上皇の挙兵は鎌倉幕府全体への攻撃であるとして御家人達に鎌倉創設以来の頼朝の恩顧を訴え、「讒言に基づいた理不尽な義時追討の綸旨を出してこの鎌倉を滅ぼそうとしている上皇方をいち早く討伐して、実朝の遺業を引き継いでゆく」よう命じたことで、動揺は鎮まった。
『承久記』には、政子が館の庭先で御家人たちを前に演説を行ったことで彼らの心が動かされ、北条義時を中心に鎌倉武士を結集させることに成功したという記述がある。一方、『吾妻鏡』では、御家人の前に進み出た政子の傍らで安達景盛が政子の声明文を代読したと記されている。
もっとも、鎌倉の武士はこの演説に心打たれて安易に鎌倉方についたとみるべきではなく、むしろ打算的であったとされる。慈光寺本『承久記』には、政子の演説に心動かされた甲斐国の武田信光が出陣後に隣国の小笠原長清に対して「鎌倉が勝てば鎌倉につき、京方が勝てば京方につく」のが武士の習わしであると公言し、北条時房から恩賞の約束をする書状が届けられると積極的に進軍を始める姿が描かれている。鎌倉の武士はどちらに味方をすれば勝てるかという状況分析や、一族内の利害関係（勝利すれば、敵方についた一族の所領を奪うことが出来る）なども検討した上で、その多くが損得勘定に基づいて鎌倉への支持を決めたのであった。

## 乱の経過

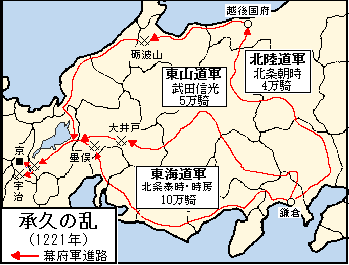
承久の乱幕府軍進路

5月19日の北条義時、北条泰時、北条時房、大江広元、三浦義村、安達景盛らによる軍議では、箱根・足柄で徹底抗戦をする迎撃論が有力であったが、広元は逡巡して幕府方の団結がくずれる恐れがあるという理由で即時京への積極的な出撃を主張した。政子も広元に賛成して武蔵国の軍勢が到着次第、上洛するように命じた。ところが武蔵国の軍勢を待っているうちに、21日に院近臣でありながら挙兵に反対していた一条頼氏が鎌倉に逃れてきて、西園寺父子の拘禁と伊賀光季の自害のくわしい様子を伝えると再度慎重論が盛り返してきた。広元は「武蔵勢を待つのも上策ではない。泰時一人でも出発されたら、他の勇士達は続々ついて行くでしょう」と述べ、政子が病床で寝込んでいた三善善信に意見を求めると広元と同意見だったので、泰時は早速鎌倉を発向した。従う者は子息時氏以下18騎に過ぎなかった（『承久記』によれば慎重論者は他ならぬ泰時であったとされる。上横手雅敬は泰時の主張が通された場合、幕府側の団結が崩れたことはあり得た。この時の泰時の態度は彼の生涯における最大の過誤であったとしている）。
5月22日、東海道軍の第一陣が鎌倉を出発、25日には東海道軍10万余騎、東山道軍5万余騎、北陸道4万余騎の編成がなされた。泰時は途中で鎌倉へ引き返し、上皇が自ら兵を率いた場合の対処を義時に尋ねた。義時は「君の輿には弓は引けぬ、ただちに鎧を脱いで、弓の弦を切って降伏せよ。都から兵だけを送ってくるのであれば力の限り戦え」と命じたと言う（『増鏡』）。幕府軍は道々で徐々に兵力を増し、『吾妻鏡』によれば最終的には19万騎に膨れ上がった。
義時は捕らえていた上皇の使者押松に宣戦布告の書状を持たせて京へ追い返す。鎌倉の武士たちが院宣に従い、義時は討滅されるであろうと信じきり、幕府軍の出撃を予測していなかった後鳥羽上皇ら京方首脳は狼狽した。とりあえず、藤原秀康を総大将として幕府軍を迎え撃つこととして、1万7500余騎を美濃国へ差し向ける。京方は美濃と尾張の国境の尾張川に布陣するが、少ない兵力を分散させる愚を犯していた。一方、幕府方の東海道軍・東山道軍は尾張国一宮で合流し軍議を開いた。
6月5日、甲斐源氏の武田信光と小笠原長清が率いる東山道軍5万余騎は、大井戸渡に布陣する大内惟信が率いる京方2000騎を撃破した。藤原秀康・三浦胤義・佐々木広綱は支えきれないと判断し、宇治・瀬田で京を守るとして早々に退却を決める。惟信はそのまま行方をくらました。6日に泰時、時房の率いる主力の東海道軍10万騎が尾張川を渡河し、墨俣の陣に攻めかかった時にはもぬけの殻、山田重忠のみが杭瀬川で奮戦するが、京方は総崩れになり、大敗を喫した。
北条朝時率いる北陸道軍4万騎も5月30日には宮崎定範が守る蒲原の難関を突破、同日夕には宮崎城も落として越中国に乱入、『吾妻鏡』によると6月8日には越中国般若野荘一帯での戦いを制して林次郎・石黒三郎ら京方の武将を投降せしめた。一方、『承久記』は砺波山を抜ける黒坂と志保の二つの道で戦闘が繰り広げられたとし、この砺波山での戦闘も制した北陸道軍は加賀国を経て京をめざした。
当初見込んでいた鎌倉方の離反がなく、予想外の防御戦を強いられた京方は、西国の武士に対する公権力による動員の発動に追い込まれた。実際の兵力の動員状況からは京都周辺地域からの兵力の確保に成功していたものの、鎌倉方の進撃が予想以上に早く（鎌倉方の出陣から京までの進軍に22日間）、西国の武士の中には上皇の命を受けて京方に参戦するため上洛する前に勝敗が決してしまった事例もあったとみられている。
美濃・尾張での敗報に京方は動揺して洛中は大混乱となった。後鳥羽上皇は自ら武装して比叡山に登り、僧兵の協力を求めるが、上皇の寺社抑制策が災いしたか、比叡山延暦寺は衆徒の微力では東士の強威を防ぎ難いとしてこれを拒絶した。やむなく、京方は残る全兵力をもって宇治・瀬田に布陣し、宇治川で幕府軍を防ぐことに決め、公家の坊門忠信、一条信能、高倉範茂や僧の尊長も大将軍として参陣した。
6月13日、京方と幕府軍は衝突した。京方は宇治川の橋を落とし、雨のように矢を射かけ必死に防戦する。幕府軍は豪雨による増水のため川を渡れず攻めあぐねたが、翌14日に佐々木信綱を先頭として強引に敵前渡河し、多数の溺死者を出しながらも敵陣の突破に成功した。その後、京方は潰走し、大江親広は逢坂関の東の関寺付近で行方をくらました。
『吾妻鏡』によると、15日に藤原秀康、三浦胤義らが四辻殿に参上して宇治・瀬田での敗戦と鎌倉武士が大挙入京する形勢であることを奏聞した。一方、慈光寺本『承久記』によると、14日夜には敗走した京方の三浦胤義、山田重忠らは最後の一戦をせんと御所に駆けつけるが、後鳥羽上皇は門を固く閉じて彼らを追い返してしまう。山田重忠は「大臆病の君に騙られたわ」と門を叩き憤慨した。幕府軍は京へ雪崩れ込み、寺社や京方の公家・武士の屋敷に火を放ち、略奪暴行を働いた。
15日に後鳥羽上皇は幕府軍に使者を送り、この度の乱は謀臣の企てであったとして北条義時の追討の院宣を取り消し、藤原秀康、三浦胤義らの逮捕を命じる院宣を下す。後鳥羽上皇に見捨てられた三浦胤義は東寺に立て篭もって抵抗し、兄の三浦義村の軍勢に決戦を挑んで、奮戦し自害した。山田重忠も幕府軍と激しく戦った後、落ち延びた先の嵯峨般若寺山で自害。藤原秀康は逃亡し、10月に河内国において幕府軍の捕虜となった。

## 戦後処理
7月、首謀者である後鳥羽上皇は隠岐島、順徳上皇は佐渡島にそれぞれ配流された。討幕計画に反対していた土御門上皇は自ら望んで土佐国へ配流された（後に阿波国へ移される）。後鳥羽上皇の皇子の雅成親王（六条宮）、頼仁親王（冷泉宮）もそれぞれ但馬国、備前国へ配流された。仲恭天皇（九条廃帝、仲恭の贈諡は明治以降）は廃され、後鳥羽の同母兄行助入道親王（守貞親王）の皇子が即位した（後堀河天皇）。親幕派で後鳥羽上皇に拘束されていた西園寺公経が内大臣に任じられ、幕府の意向を受けて朝廷を主導することになる。
後鳥羽上皇の下にあった膨大な荘園群は没収され、新たに治天として後堀河天皇の院政を執ることになった行助入道親王（後高倉院）に寄進された。ただしその支配権は幕府が握っていた。
討幕計画に参加した上皇方の「合戦張本公卿」と名指しされた一条信能、葉室光親、源有雅、葉室宗行、高倉範茂ら公卿は鎌倉に送られる途上で処刑され、坊門忠信らその他の院近臣も各地に流罪または謹慎処分となった。また藤原秀康、藤原秀澄、後藤基清、佐々木経高、河野通信、加藤光員ら御家人を含む京方の武士が多数粛清、追放された。大江親広は逢坂関の東の関寺付近で行方知れずとなり、そこで死去したとも、また父広元の嘆願もあり赦免されて所領の出羽国寒河江荘に下って没したとも言われる。
乱後、院にも動員権があった在京御家人の支配は、すべて六波羅探題に委ねられ、国家の軍事力がほぼ完全に幕府の手に帰することになったことは重要である。また没収された三千余カ所に及ぶ京方所領の多くには東国御家人が地頭として入部することになった。

## 事件後
承久の乱後も院政が存続し､幕府がその下で諸国守護権を行使した点では変わりはない。これに対し平安後期以来の院政の終滅として承久の乱の意義を高く評価する研究者も存在する。
乱によって、具体的に何が変わったかについては、北条氏嫡流が朝廷を存続させながら、皇位継承者の決定権、摂関以下公卿の人事権を掌握することになったのである。幕府は朝廷を監視して皇位継承も管理するようになり、朝廷は幕府をはばかって細大漏らさず幕府に伺いを立てるようになった。院政の財政的基盤であった八条院領などの所領も一旦幕府に没収され、治天の管理下に戻された後もその実質的な所有権は幕府に帰属した。承久の乱には鎌倉と京都の二元政治を終わらせて武家政権を確立する意義があったとする指摘もある。
鎌倉幕府の御家人で源氏一門（御門葉）の重鎮だった大内惟信は敵方である後鳥羽上皇に味方して敗北後、逃亡して10年近く潜伏を続けたが寛喜2年（1230年）に捕らえられて西国へ配流となり、源頼朝が最も信頼を置いていた平賀氏と大内氏は没落することになる。
処刑された院近臣の多くは後鳥羽上皇の支持を受けて家格の上昇を目指した家々だったが、乱によって逆に衰退あるいは没落することとなり、院近臣層にも変化が見られるようになった。これは父が初めて大臣となり、自身の昇進も類似した経歴をたどっていた反対派の西園寺公経と挙兵派の坊門忠信のそれぞれの後裔の浮沈が、この乱を契機に大きく分かれることが物語っている。
また西国で京方の公家や武士から多くの没収地を得て、これを戦功があった御家人に大量に給付した。このため多くの東国御家人が西国に所領を獲得し、幕府の支配が西国にも強く及ぶようになる。
承久の乱の翌年に生まれた日蓮は、この事件を「先代未聞の下剋上」として捉えた。この時の朝廷には既に国家を統治する力がなかったとし、「王法すでに尽ぬ」と解釈した。日蓮は実質的な武家の指導者である鎌倉の北条得宗家こそが真の「日本の国主（国王）」であると考えていた。このため数々の弾圧にもかかわらず国家諌暁の対象を鎌倉幕府にのみ行い、京都や朝廷に対する自己の教えの布教には消極的あるいは否定的であったとする見方がある。
承久の乱は武士が貴族階級を打倒する一種の革命とみなす意見もある（そもそも武士の発祥を武装農民だとする誤った認識があるものと思われる）。しかし実際には民衆から見た支配階級が公家から武家へと移り変わる一つの画期とされ、承久の乱後も同じ支配階級たる公武の協調が図られた。

## 参戦武将
幕府軍
- 北条義時
- 北条時房
- 北条泰時
- 北条時氏
- 北条朝時
- 足利義氏
- 三浦義村
- 千葉胤綱
- 武田信光
- 武田信政
- 小笠原長清
- 小山朝長
- 結城朝光
- 結城朝広
- 佐々木信実
- 大江広元
- 毛利季光
- 狩野宗茂
- 安達景盛
- 平盛綱
- 関実忠
- 後藤基綱
- 伊賀光季

朝廷軍
- 後鳥羽上皇
- 藤原秀康
- 藤原秀能
- 藤原秀澄
- 三浦胤義
- 大内惟信
- 山田重忠
- 土岐光行
- 肥田（浅野）光時
- 佐々木広綱
- 佐々木経高
- 佐々木高重
- 糟屋久季
- 糟屋有久
- 大江親広
- 和田朝盛
- 後藤基清
- 五条有範
- 小野盛綱
- 鏡久綱
- 宮崎定範
- 仁科盛遠
- 加藤光員
- 八田知尚
- 源光行
- 饗庭光俊
- 源翔
- 宇野頼清
- 大江能範
- 藤原親頼
- 快実
- 惟宗孝親
- 勝木則宗
- 中条盛綱
- 筑後有長
- 神地頼経
- 海泉太郎

## 承久の「乱」と「変」
安田元久によると、本事件についての呼称は、鎌倉幕府側の文献『吾妻鏡』では「承久兵乱」「承久逆乱」「承久三年合戦」「承久三年大乱」といった表記を用いた。南北朝時代には、北朝方の武士の手によると推定される『保暦間記』では「承久ノ乱」「承久ノ事」、南朝方の北畠親房『神皇正統記』でも「承久の乱」と表記された。こうして、大正中期まで「承久の乱」の表記が主流となり、次いで「承久の役」が使われることもあった。
江戸時代になると尊王論に基づく『大日本史』が「承久の難」と表記し、後鳥羽上皇を逆臣・北条義時の被害者として書く主張が生まれた。『大日本史』編纂に携わった安積澹泊は、『大日本史賛藪』で「乱」「難」と共に、初めて「承久の変」表記を用いた。
さらに大正時代になると、皇国史観から「承久の変」の表記を積極的に使うようになり、国定教科書でも大正9年（1920年）版『尋常小学国史』から「変」表記になった。これは、上皇が起こしたのだから「反乱」ではないという思想からである。その後も学界では「乱」「役」「合戦」表記も使われたが、昭和10年代後半、太平洋戦争期になると、専門書でも「承久の変」表記にほぼ統一されるに至った。しかし、「変」は主に不意の政治的・社会的事件に、「乱」は主に武力を伴う事件に使われていることから、安田元久は戦乱の発生した本事件を「乱」と呼称すべきことは疑問の余地もないとしている。
敗戦後に刊行された最後の国定歴史教科書『くにのあゆみ』では、「承久の変」という表記であった。しかし、第二次世界大戦後は、吉川弘文館『国史大辞典』他で「乱」表記が主流になっている。一方で、田中卓の『教養日本史』を始め、明成社の高等学校用教科書『最新日本史』、新しい歴史教科書をつくる会の中学校用教科書『新しい歴史教科書』など、保守派には「変」の表記も一部に見られる。

## 上皇側の承久の乱の目的
今日において、承久の乱は後鳥羽上皇が鎌倉幕府を打倒するために挙兵したとする見方が通説となっているが、実はこの見方にはいくつもの問題がある。
- 後鳥羽上皇が北条義時を討伐するために出された院宣および続いて朝廷から出された官宣旨において示された討伐の対象がいずれも北条義時個人であること。
- その討伐理由として次期将軍である九条三寅（後の頼経）を軽んじていること、を挙げているが、院宣には討伐の前に鎌倉幕府内部で北条義時の幕政「奉行」の停止（政治的引退）を説得させようとしていること（もし討幕目的であれば三寅またはその後見人である北条政子の追討を命じる文言が含まれるはずである）。
- それらの文書が送付された対象の中に鎌倉幕府の機関の末端である守護・地頭や御家人が含まれていること、
- 京都守護である大江親広や在京御家人らがこの命令を奉じて鎌倉の北条義時討伐に向かっていること。

など、鎌倉幕府の討幕を目的とするのであれば矛盾する内容になっている。そのため近年の研究者の間では承久の乱は討幕目的ではなく、北条義時を幕府から排除する目的であったとする説が出されている。
京都府京都文化博物館学芸員で中世の公武関係史が専門の長村祥知の研究によれば、この「承久の乱」が討幕目的と認識されるようになった背景には、北条義時を実質上の首班とする鎌倉幕府が「後鳥羽上皇が討幕を目的として兵を挙げた」とみなしたからである。このことがきっかけとなり、承久の乱が「京都対坂東」の戦いであると称されるようになり、幕府は御家人を招集するようになった。その後、その影響を受けた鎌倉幕府編纂の『吾妻鏡』や『承久記』の一部の本がこの鎌倉幕府側から見た視点に基づいて「承久の乱」を描いた。さらに『太平記』や『梅松論』などもこれを受け継ぐ形で承久の乱に触れるという形で広まりを見せた。
これに対して『百錬抄』『皇代暦』など京都で編纂された歴史書の中には、院宣や官宣旨の内容を受けて北条義時討伐の戦いとして承久の乱を描いた書が存在していたが、室町時代に入ると京都でも朝廷の事務方を担う外記のトップであった清原業忠および養子の宣賢が『御成敗式目』の注釈において『吾妻鏡』の解釈に基づいて「後鳥羽上皇の挙兵は「関東」・「武家」の「退治」が目的であった」とする解釈を行なった。
『吾妻鏡』および清原氏による『御成敗式目』の注釈は戦国時代に知識人の間で広く読まれており、承久の乱を討幕目的とする見方の一般化に大きな影響を与えた。こうして、14世紀から16世紀にかけて承久の乱が実在の文書から裏付けられる事件の実態から乖離した討幕事件として変容・再構成されたと考えられ、それがその後においても大きな影響を与えているとみられている。
また倒幕説を採用した場合、疑問として残されるのは、「何故、九条三寅（後の頼経）の鎌倉下向を後鳥羽上皇が認めたのか？」という点である。仲恭天皇の母九条立子は三寅の伯母であり、何事もなければ仲恭天皇の治世を祖父である後鳥羽上皇と外戚である九条家がこれを支え、九条家出身の将軍を擁した鎌倉幕府もその影響下に置かれるからである。つまり、後鳥羽上皇と彼を頂点とする「王家」は外戚政策を介して鎌倉幕府の包括に向かって進んでいたと言えるのに倒幕説はこの流れに矛盾することになり、この説明が求められることになる。
一方で、承久の乱が起きた当時は、“鎌倉幕府”というような武家政権を表現する言葉が日本にはまだなく、討伐の対象としては個人名を上げるのが自然である。平安末期の以仁王の令旨においても討伐対象としては平清盛個人の名前が挙げられており、鎌倉末期の後醍醐天皇の綸旨においても北条高時個人の名前が討伐対象として挙げられている。だからといって以仁王や後醍醐天皇が清盛や高時の排除のみを目指し、平氏政権や鎌倉幕府の打倒を目指していなかったとは考えられない。また幼児の三寅や女性の政子は討伐対象としては不適当であり、義時が当時の幕府の最高権力者であることは明らかなため（後醍醐天皇の綸旨にも、実権の全くなかった当時の幕府の将軍守邦親王の名は成人男性であるにもかかわらず挙げられていない）、北条義時の打倒＝倒幕と考えるのが自然だとする反論もある。
さらに上皇軍の主力は西国守護を中心とする在京御家人で、なおかつ戦略として三浦義村など幕府内部の有力御家人の寝返りが勝利には不可欠だったため、幕府廃絶などを公言することはできなかったとする推測もある。また、慈円は西園寺公経（三寅の外祖父）に宛てた書状で「実は後鳥羽院は大変にご立腹である。三寅の下向を本心では納得せず反対していたのを、自分がいろいろと工作して漸く下向に漕ぎつけた。やはり院は自分が武士を思うようにできないのは、不本意だと思っておられるようだ」（『門葉記』）と述べており、上皇は三寅の鎌倉下向にも反対だったが慈円の説得で渋々同意したものであって、慈円は後鳥羽の挙兵の動機は将軍擁立問題に対する不満にあると認識している。さらに朝廷から見た幕府は、諸国及び荘園・国衙領の守護を奉行する守護人・地頭を将軍が家人として統率する体制であり、将軍が守護人・地頭を統率できないのであれば治天の君が直接統率するという構想を後鳥羽は抱いたのではないかとし、守護人・地頭は院御所に伺候すべきで鎌倉に伺候すべきではないから守護人・地頭と鎌倉との関係を断つべきだが、三寅の父の九条道家は皇太子・懐成親王（仲恭天皇）の叔父で東宮傅であり、懐成が皇位に付けば摂政に任ぜられる人物のため三寅を傷つけるべきではなく、三寅を推戴して幕府の実権を掌握している義時が追討対象となったとする見解もある。

## 史料

### 歴史書
- 『愚管抄』：慈円著。一説に慈円はこの書をもって後鳥羽上皇に討幕を思いとどまらせようとしたという。
- 『吾妻鏡』：編纂物。鎌倉幕府の半公式記録。

### 軍記物
- 『承久記』：全2巻。承久の乱を記した軍記物。乱の原因を後鳥羽上皇の不徳であると記している。異本が多い。これを基に江戸時代に描かれた『承久記絵巻』が個人蔵で現存している[6]。

### 歴史物語
- 『六代勝事記』：承久の乱を後鳥羽上皇が不徳の「悪王」であったことに原因があるとしている。
- 『増鏡』：前述の北条義時と泰時の逸話と後鳥羽上皇の隠岐での様子を伝える。